# Jacques-Louis Monod

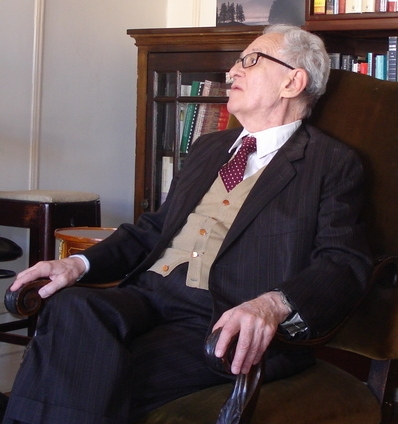
Jacques-Louis Monod

Jacques-Louis Monod (* 25. Februar 1927 in Asnières-sur-Seine; † 21. September 2020 in Toulouse) war ein amerikanischer Komponist, Dirigent und Musiktheoretiker französischer Herkunft.

## Leben
Monod, in einem nordwestlichen Vorort von Paris geboren, entstammte einer wohlhabenden, protestantischen französischen Familie. Er galt als musikalisches Wunderkind. Er studierte Musik, Komposition und Dirigieren am Conservatoire de Paris, wo er 1952 ein Diplom erhielt. Seine Lehrer waren unter anderem Yves Nat und Olivier Messiaen. Bei Messiaen hörte er Vorlesungen in Harmonielehre und Musikanalyse; bei Herbert von Karajan, der als Gastdozent tätig war, besuchte er einen Meisterkurs. Privatunterricht erhielt er auch von seinem Patenonkel, Paul-Silva Hérard, der Organist an der Pariser Église Saint-Ambroise war.
Ab 1944 studierte er fünf Jahre lang privat bei René Leibowitz. Die Begegnung mit Leibowitz initiierte die spätere Beschäftigung Monods mit Komponisten der Moderne wie Arnold Schönberg, Anton Webern und Alban Berg. Monod trat ab Ende der 1940er Jahre insbesondere als Interpret der Musik dieser Komponisten hervor; als Pianist und als Dirigent wirkte er bei zahlreichen Erstaufführungen mit. 1948 begleitete er Leibowitz zu dessen Kompositionskurs bei den Internationalen Ferienkursen für Neue Musik in Darmstadt. 1949 spielte er in Paris unter der Leitung von René Leibowitz, anlässlich des 75. Geburtstages von Arnold Schönberg, den Klavierpart in Schönbergs Fantasie für Violine und Klavier, op. 47 in der Europäischen Erstaufführung dieses Werks.
Weitere Musikstudien erfolgten an der Hochschule für Musik und am Städtischen Konservatorium für Musik in Berlin. Monod besuchte Kompositionskurse bei Boris Blacher und Seminare in Musikanalyse bei Josef Rufer. Anfang der 1950er Jahre folgte er Leibowitz in die Vereinigten Staaten. Im Rahmen eines Graduiertenstudiums folgten weitere Studien an der Juilliard School of Music und ab Anfang der 1950er Jahre an der Columbia University, wo er einen Doctor of Musical Arts erwarb.
In den 1950er Jahren führte er als Pianist zahlreiche Stücke von Komponisten der Zweiten Wiener Schule auf. Es entstanden auch Schallplattenaufnahmen. Unter der musikalischen Leitung von Leibowitz nahm er das Kammerkonzert für Klavier und Geige mit 13 Bläsern (1924/25) von Alban Berg und die Ode an Napoleon Bonaparte op. 41 von Arnold Schönberg auf. Für das Label Dial Records entstanden mit Monod Einspielungen von Kammermusik von Anton Webern, unter anderem die Symphonie op. 21 (1928) mit dem Paris Chamber Orchestra unter der Leitung von René Leibowitz, das Konzert für 9 Instrumente op. 24, die Klaviervariationen, op. 27, die Vier Lieder für Gesang und Orchester, op. 12 (1914–1918) (mit Monod am Klavier und der Sopranistin Bethany Beardslee) und das Quartett für Geige, Klarinette, Tenorsaxophon und Klavier, opus 22 (1928–1930).
Im Dezember 1950 folgte an der Juilliard School of Music ein Kammermusikkonzert mit Musik von Alban Berg. Monod und Beardslee führten unter anderem  Bergs Sieben frühe Lieder (1905–1908, 1928 veröffentlicht) und die Vier Lieder für eine Singstimme mit Klavier aus „Dem Schmerz sein Recht“ auf. Im März 1952 leitete Monod in New York City die Welturaufführung von Weberns Drei traditionelle Reime, für Stimme, Violine, Klarinette und Bassklarinette, Opus 17 (1924) und Drei Lieder auf Hildegard Jones für Stimme und Klavier, Opus 23 (1934). Monod setzte sich als Dirigent außerdem für die Musik von Igor Strawinsky und Edgar Varèse ein. Im Januar 1954 führte er mit Beardslee in der Carnegie Hall Strawinskys Japanische Lieder auf. Im Dezember 1955 erfolgte in der Town Hall unter der Leitung von Monod die amerikanische Premiere von Varèses Komposition Déserts.  Monod und Beardslee gaben in der Folgezeit zahlreiche Konzerte mit Moderner Musik. 1956 erhielt Monod eine Auszeichnung der American Academy of Arts and Letters in Anerkennung seines Einsatzes für die Moderne Musik.
In den 1960er Jahren ging Monod nach London. Er war von 1960 bis 1966/1967 Chefdirigent für Zeitgenössische Musik der Klassikprogramme von BBC Radio 3. Er leitete zahlreiche Uraufführungen und Erstaufführungen mit Werken von Roberto Gerhard, Peter Maxwell Davies, Ernst Krenek, Luigi Dallapiccola und Luigi Nono. 1962 bzw. 1963 dirigierte er die Uraufführung von Roberto Gerhards Concert for Eight mit dem Melos Ensemble und von dessen Hymnody mit dem Virtuoso Ensemble. 1963 dirigierte er auch Gerhards Filmmusik zu dem Film Lockender Lorbeer von Lindsay Anderson; hiervon entstand auch eine Schallplattenaufnahme.
In den 1960er und frühen 1970er Jahren leitete Monod weitere Ur- und Erstaufführungen Moderner Musik und spielte diese für die Schallplatte ein. Für Epic Records entstand mit Monod und dem Radiosinfonie-Orchester Zürich eine Aufnahme von Elliott Carters Komposition Suite from Pocahontus. Außerdem nahm er mit der London Sinfonietta Seymour Shifrins (1926–1979) Komposition Three Pieces for Orchestra (Aufnahme 1962, veröffentlicht 1966) und mit dem Melos Ensemble die Serenade, Op. 24 von Arnold Schönberg auf. 1967 dirigierte er am Sanders Theatre der Harvard University mit Bethany Beardslee als Solistin Schönbergs Melodram Pierrot Lunaire, op. 21 (1912).
Anfang der 1970er Jahre wurde Monod Associate Professor am Music Department der Columbia University, wo er Gehörbildung, Kontrapunkt, Musikanalyse und Orchestrierung lehrte. 1975 gründete er in New York City die Association for the Promotion of New Music. Monod lehrte bis zum Ende der 1970er Jahre an der Columbia University. In den 1980er Jahren unterrichtete er Musiktheorie und Musikanalyse an der Sorbonne. In den 1990er Jahren war er Dozent an der Juilliard School in den Fächern Musiktheorie, Musikanalyse, Kompositionslehre und Dirigieren.
In den 1970er und 1980er Jahren trat Monod in New York City weiterhin als Dirigent für Moderne Musik auf. 1985 dirigierte er in der New Yorker Merkin Concert Hall noch einmal Schönbergs Pierrot Lunaire mit Bethany Beardslee. Die New York Times bezeichnete Monod als „Guardian of the Schoenberg Flame“.
Monods eigene Kompositionen, schwerpunktmäßig Kammermusik und Chormusik, stehen in der Tradition der Wiener Schule, insbesondere in der Nachfolge Anton Weberns. Als sein wichtigstes Werk gilt der Zyklus Cantus Contra Cantum.